# هایاتو کوروساکی
هایاتو کوروساکی (ژاپنی: 黒﨑 隼人؛ زادهٔ ۵ سپتامبر ۱۹۹۶) یک بازیکن فوتبال اهل ژاپن است.
از باشگاه‌هایی که در آن بازی کرده‌است می‌توان به باشگاه فوتبال توچیگی و باشگاه فوتبال اوئیتا ترینیتا اشاره کرد.